# De Blanke Blienkerd
De Blanke Blienkerd is een voormalig duin nabij het dorp Ouddorp op Goeree-Overflakkee, in de Nederlandse provincie Zuid-Holland. Het duin bevond zich in de buurt  van Visschershoek en had een geschatte hoogte van circa 25 meter boven NAP. Vooral vanuit zee viel het duin op doordat het onbegroeid was en boven de andere duinen uitstak. 
In 1953 is het duin afgegraven ten behoeve van de dijkversterking bij het Flaauwe Werk. Door de Watersnoodramp was de kust ter plaatse erg verzwakt. Hiermee verdween eveneens een orientatiepunt voor de scheepvaart.